# Ashley Long
Ashley Long (født 6. august 1979 i London, England, Storbritannien) er en britisk pornoskuespiller.

## Priser
- 2003 XRCO Award – Best Single Performance, Actress for Compulsion[2]
- 2004 AVN Award – Best Couples Sex Scene, Film – Compulsion
- 2004 AVN Award – Best Group Sex Scene, Video – Back 2 Evil[3]